# Phyllodes conspicillator
Phyllodes conspicillator är en fjärilsart som beskrevs av Pieter Cramer 1779. Phyllodes conspicillator ingår i släktet Phyllodes och familjen nattflyn. Inga underarter finns listade i Catalogue of Life.

## Bildgalleri

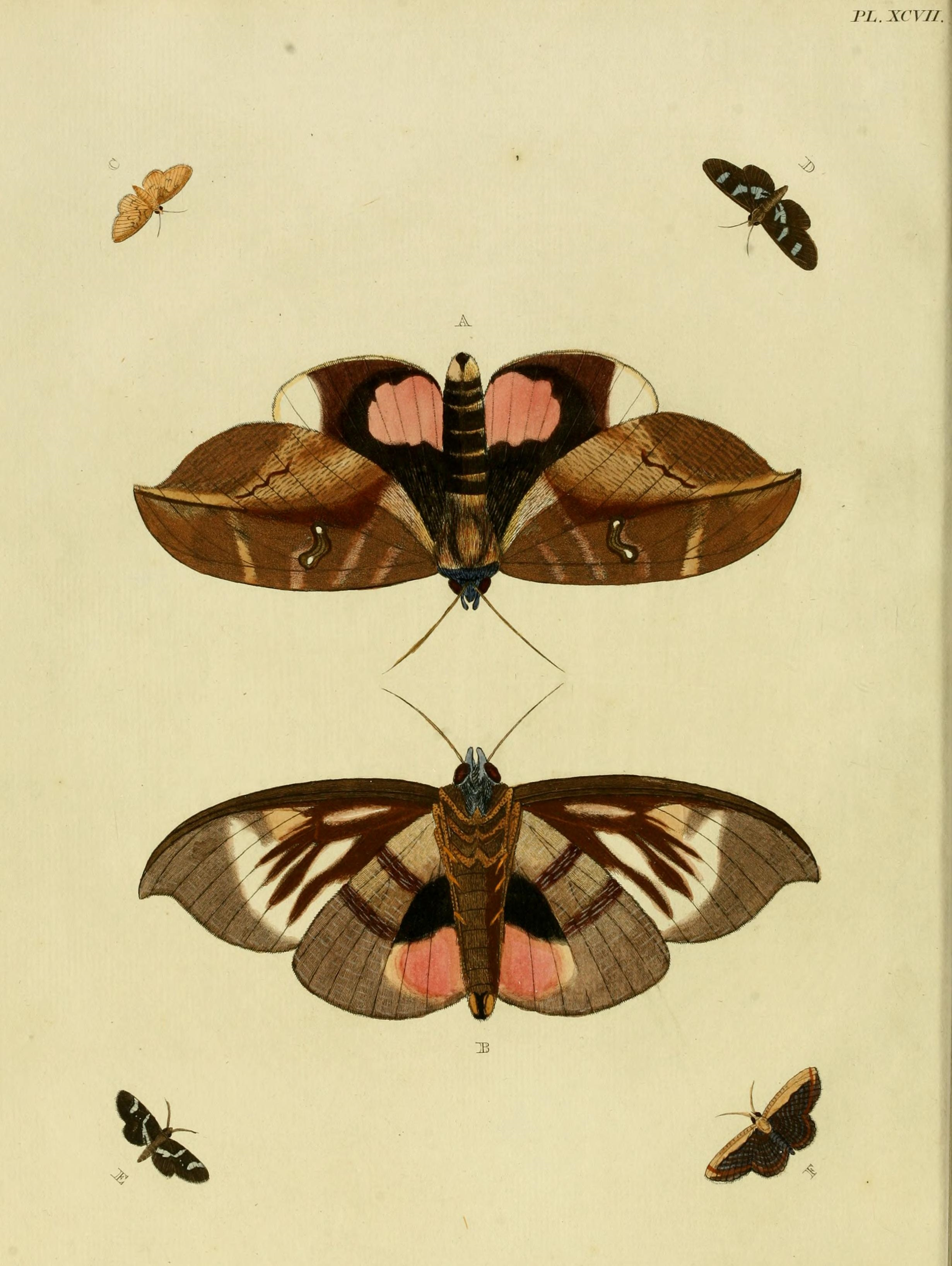